# ФК Абдиш-Ата
Абдиш-Ата (рус. Абдыш-Ата) je киргистански фудбалски клуб из Канта. Клуб је основан 1992. године. Игра у Првој лиги Киргистана.

## Историја
Клуб је основан 1992 године. Игра на стадиону Центраљниј. Мирлан Ешенов је тренер екипе.